# Mamuša

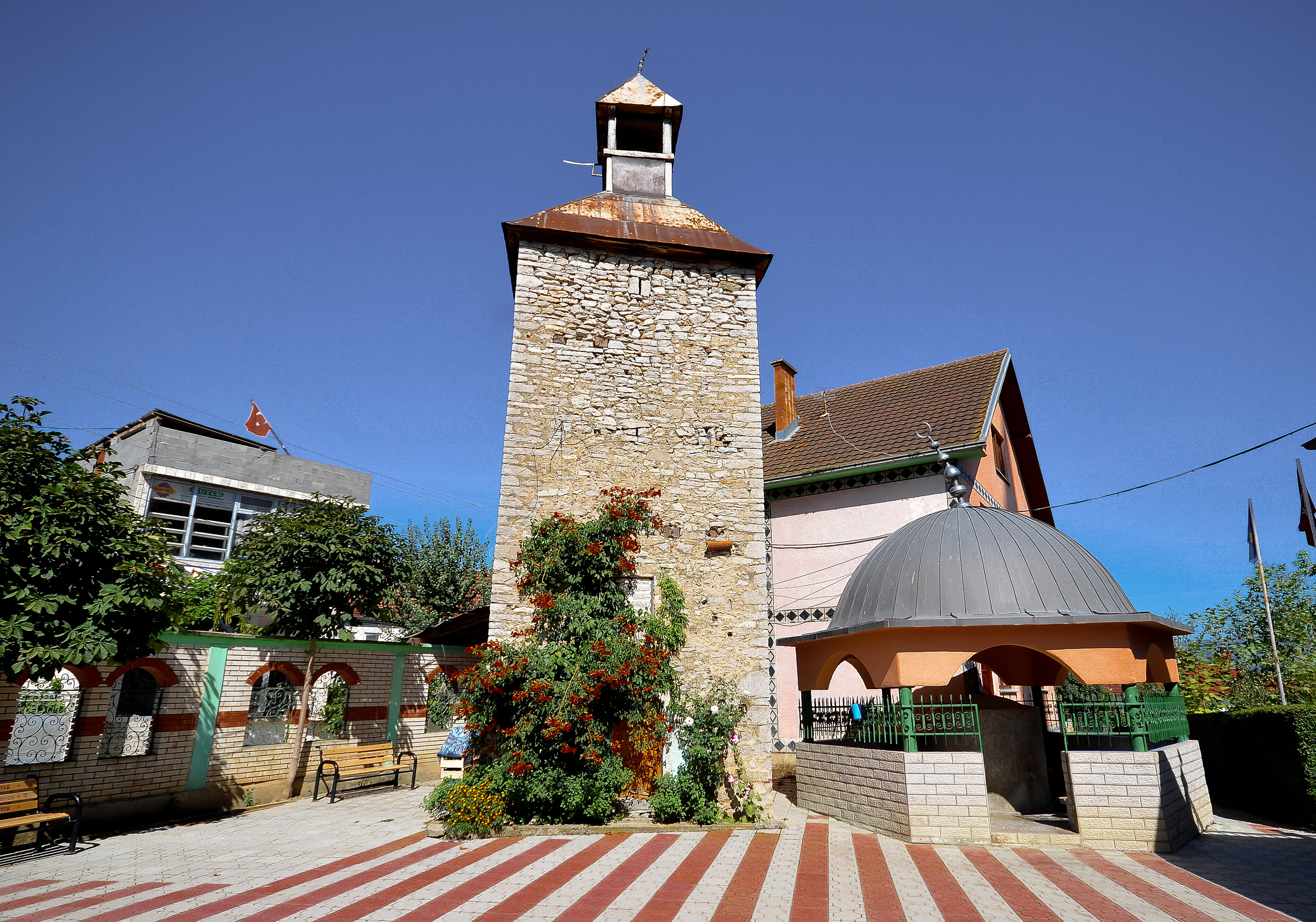
Věž s hodinami Mahmud Pasha, Mamuša (2013)

Mamuša (turecky Mamuşa, v srbské cyrilici Мамуша, albánsky  Mamushë) је město v jižní části Kosova, mezi městy Orahovac a Prizren. Administrativně spadá pod Prizrenský okruh. Je samostatnou obcí, nespadají pod ni další okolní vesnice. V roce 2008 se oddělila od opštiny Prizren. V roce 2011 měla 5507 obyvatel.
Mamuša se rozkládá v údolí řeky Topluga, v nadmořské výšce okolo 330 m na okraji mírně zvlněné krajiny.
První písemná zmínka o Mamuši pochází z roku 1198. Většina místního obyvatelstva je turecké národnosti (v roce 1981 zde dle sčítání lidu žilo 85 % obyvatelstva této národnosti).